# ちーちゃんはちょっと足りない
『ちーちゃんはちょっと足りない』（ちーちゃんはちょっとたりない）は、阿部共実による日本の漫画。『もっと!』（秋田書店）にて、2013年Vol.2より2014年Vol.6まで連載された。
2014年に第18回文化庁メディア芸術祭マンガ部門新人賞を受賞。宝島社『このマンガがすごい!』2015年版オンナ編の第1位作品。

## あらすじ
成績、お金、恋人、友達、いつも何かが足りない気がする中学2年生女子のちーちゃんとナツ。2人はクラスの中で成績優秀な友達・旭や、学級委員に助けられながらも、普通の日々を送っていた。そんなある日、ナツとちーちゃんは学校帰りに寄ったお店で、クラスの目立つグループの女子・藤岡から「万引きしねえ？」と声をかけられる。ナツはその場を上手くしのいだが、お金が足りずに買えなかった可愛いリボンが忘れられずにいた。後日、教室で女子バスケ部員が顧問の誕生日プレゼントを買うために、部員である藤岡から集金をしていた。その様子を目撃した旭は、「学校でお金のやり取りは危ない」と注意をしたが、部員達に煙たがられる。そして放課後、事件は起きた。

## 登場人物
ちーちゃん / 南山千恵（みなみやま ちえ）
中学2年生。同学年の子達と比べると体が小さく（特に足が極端に小さく、靴のサイズは18センチ以下）、行動も幼い女の子。母と姉と団地で暮らしている。勉強が苦手で九九は最近覚えたが、割り算が出来ない。社会のテストは100点満点中23点。だがクラスメイトによる勉強の助けもあり、全教科の成績は上がってきている。ナツとは小学校からの幼馴染、旭とは中学校から仲良くなった。「ちょっと足りない」ながらも周囲の支えもあり上手くやっていたが、物語中盤で彼女が悪気無く起こしてしまったある事件をきっかけに、様々なことが変わってしまう。
小林 ナツ
千恵の幼馴染で、彼女と同じ団地に住んでいる。優しい性格だが学校の成績は千恵程では無いもののあまり良くない。内向的で気が弱く、時として空気が読めず、自己主張が足りないため、気のおけない友人は千恵と旭しかいない。本心では自分より裕福で成績が良く恋人もいる旭や他の人物に対して強いコンプレックスを抱いているが、自身を変える努力などはしていない。また、気弱な性格が災いして、ある事件で千恵が同級生たちに疑われている時に、旭が激怒したのとは対照的に、自分は何の行動も取ろうとしないなど、やや自己保身の強い一面があり、この欠点が原因で最終的に破滅への道を進んでしまう。千恵と同じく自分を「足りない」存在だと自覚している。
旭（あさひ）
千恵とナツの友人。二人とは異なって、一軒家で裕福な家庭に育ち、成績も優秀。サッカー部でエースをしている彼氏がいるが、千恵とナツには隠している。口下手で無愛想な振る舞いから、冷たそうな印象を与えてしまうため友人は少ないが、千恵が悪いことをした際には本気で叱り、彼女のために他の同級生たちに涙を浮かべて謝罪するなど、ナツよりも思いやりのある一面を持ち合わせている。そのおかげでクラスメイトたちに本当の自分を知ってもらったことで和解し、結果的に友人も増えたものの、このことをめぐる行き違いがきっかけで最終的にはナツとの関係が破綻してしまう。
南山志恵（みなみやま しえ）
千恵の姉で高校2年生。妹とは対照的に聡明で落ち着きがある。バイトで忙しいが家計に負担をかけたくないため、国公立大学を目指して深夜まで勉学に励んでいる努力家。妹想いで自らのバイト代から捻出してでも妹の欲しい靴を買ってあげている。想い人がいたがその人には彼女がいたため、失恋してしまう。普段から妹にかまってくれているナツの優しさに感謝しており、妹に「ナッちゃんに恩返ししなきゃね」と何気ない一言をもらしたことで、後にある事件のきっかけになってしまう。
藤岡（ふじおか）
千恵の同級生。同年代の女の子と比べて身長やスタイルなどが大人びている。服装、態度、行動等、典型的な「不良娘」という印象であり、ナツはその態度から、ちーちゃんは見た目から、彼女を苦手としている。ある日、彼女が所属する女子バスケットボール部の顧問にプレゼントを渡す計画が持ち上がるが、そこから思いもよらぬ事件が発生してしまう。結果的に千恵からの謝罪を受けて彼女を許したことで旭と友人になるが、ナツがこの出来事を知らなかったために最終的に彼女と旭の関係が気まずくなる遠因となってしまう。
宮沢（みやざわ）、野村（のむら）
千恵の同級生で、女子バスケットボール部員。いつも藤岡とつるんで遊んでいる。宮沢は旭のことを（つっけんどんな性格から）快く思っていない。
奥島（おくじま）
千恵のクラスの委員長。成績優秀な男子で、千恵にも優しく接するが、いつも名前を「オグジマ」と間違えられている。
如月（きさらぎ）
千恵のクラスの副委員長。奥島と仲が良い。

## 書誌情報
- 阿部共実 『ちーちゃんはちょっと足りない』 秋田書店〈少年チャンピオン・コミックス・エクストラ もっと！〉、全1巻
  1. 2014年5月20日初版発行（同年5月8日発売）、ISBN 978-4-253-13043-1